# Partido Democrático Nacional (Galitzia)
El Partido Democrático Nacional de Galitzia (UNDP) fundado en 1899 se conoce también con el nombre de Partido Democrático Nacional Ruteno o Partido Democrático Nacional Ruteno-Ucraniano.
Este partido centrista de Galitzia lo fundaron el 26 de diciembre de 1899 en Leópolis políticos a la derecha del Partido Radical Ucraniano. Entre ellos se encontraban Volodímir Ojrimóvich, Yevguén Levitski, Viacheslav Budzinovski, Iván Frankó, Yevguén Petrushévich, así como la mayoría de los populistas de la región, como Yulián Romanchuk, Kost Levitski, Myjailo Hrushevsky, Yevguén Olesnitski y Teofil Okunevski. Al frente del partido, el «comité del pueblo» lo componían Myjailo Hrushevsky, Kost Levitski, Volodímir Ojrimóvich, Demián Savchak e Iván Frankó. Su primer congreso se celebró el 5 de enero de 1900. Obtuvo rápidamente una posición dominante en la vida política ucraniana en la región y relegó al Partido Radical ucraniano al papel de oposición permanente, además de reducir considerablemente la influencia de los rusófilos locales.
En las primeras elecciones de Galitzia, en 1907 y 1911, el Partido Democrático Nacional recibió el apoyo de la mayoría de los electores. Estas elecciones y el que el partido participase se pudo llevar a cabo gracias al Parlamento austríaco, que se basaba entonces en el derecho de voto universal. En 1907, diecisiete de los veintisiete diputados electos por los ucranianos eran miembros del Partido Democrático Nacional. Más tarde, en 1918, el partido desempeñó un papel principal en la creación de la República Popular de Ucrania Occidental.
Los presidentes del Partido Democrático Nacional entre 1899 y 1907 fueron Yulián Romanchuk y Kost Levitski. Entre sus secretarios, destacó el papel que desempeñó Stepán Barán. Este último publicó Svoboda, un semanario de Leópolis. El partido recibió el apoyo sobre todo de los periódicos Dilo y Bukovina. Tras la conferencia del partido celebrada en Ivano-Frankivsk (Stanysláviv) en abril de 1919, la formación cambió su nombre a Partido Laborista Ucraniano. En 1923, se escindió en dos.
El 11 de julio de 1925, estos dos grupos y el Partido Obrero Nacional Ucraniano formaron una alianza denominada «Alianza Democrática Nacional Ucraniana» (Ukrainian National Democratic Alliance), que dominó la vida política ucraniana en el seno de la Polonia de entreguerras.